# Парламентарни избори у Србији 2000.
Превремени парламентарни избори одржани су 23. децембра 2000. године у складу са споразумом који су 16. октобра потписали СПС, Демократска опозиција Србије и СПО након објављивања коначних резултата избора за председника СРЈ и одласка Слободана Милошевића са власти. Истовремено је договорено и формирање привремене републичке владе. Сматрају се првим слободним и демократским изборима у Србији.

## Изборне листе
Следеће изборне листе су учествовале на парламентарним изборима:
| Бр. | Назив изборне листе | Назив изборне листе | Први на листи    | Главна идеологија  | Политичка позиција |
| --- | ------------------- | --- | ---------------- | ------------------ | ------------------ |
| 1   |                     | - Српска радикална странка - др Војислав Шешељ | Војислав Шешељ   | Ултранационализам  | Крајња десница     |
| 2   |                     | - „Српски покрет обнове - Вук Драшковић” - Вук Драшковић | Вук Драшковић    | Конзервативизам    | Десни центар       |
| 3   |                     | - Социјалистичка партија Србије - Слободан Милошевић | Зоран Анђелковић | Популизам          | Левица             |
| 4   |                     | - Демократска опозиција Србије - др Војислав Коштуница (Демократска странка, Демократска странка Србије, Социјалдемократија, Грађански савез Србије, Демохришћанска странка Србије, Нова Србија, Покрет за демократску Србију, Лига социјалдемократа Војводине, Реформска демократска странка Војводине, Коалиција Војводине, Савез Војвођанских Мађара, Демократска алтернатива, Демократски центар, Нова демократија, Социјалдемократска унија, Санџачка демократска партија, Лига за Шумадију, Српски покрет отпора − Демократски покрет) | Зоран Ђинђић     | Анти-Милошевић     | Велики шатор       |
| 5   |                     | - Странка српског јединства - професор Борислав Пелевић | Борислав Пелевић | Ултранационализам  | Крајња десница     |
| 6   |                     | - Демократска социјалистичка партија - Милорад Вучелић | Борисав Јовић    | Социјализам        | Левица             |
| 7   |                     | - Југословенска левица – ЈУЛ - ЈУЛ | Љубиша Ристић    | Неокомунизам       | Крајња десница     |
| 8   |                     | - Српска социјал-демократска партија - Зоран Лилић | Зоран Лилић      | Социјалдемократија | Леви центар        |

## Излазност
Од уписаних 6.508.856 бирача на изборе је изашло 3.752.170 или 57,72%. Неважећих гласачких листића је било 89.738 или 2,39%.

## Резултати
|                                    |                                    |           |        |         |      |
| Партија                            | Партија                            | Гласови   | %      | Мандати | +/–  |
|                                    | Демократска опозиција Србије       | 2.404.758 | 65,69  | 176     | +163 |
|                                    | Социјалистичка партија Србије      | 516.326   | 14,10  | 37      | –48  |
|                                    | Српска радикална странка           | 322.615   | 8,81   | 23      | –59  |
|                                    | Странка српског јединства          | 200.052   | 5,46   | 14      | Нова |
|                                    | Српски покрет обнове               | 141.401   | 3,86   | 0       | –45  |
|                                    | Демократска социјалистичка партија | 31.973    | 0,87   | 0       | Нова |
|                                    | Српска социјал-демократска партија | 29.400    | 0,80   | 0       | Нова |
|                                    | Југословенска левица               | 14.324    | 0,39   | 0       | –20  |
| Укупно                             | Укупно                             | 3.660.849 | 100,00 | 250     | 0    |
|                                    |                                    |           |        |         |      |
| Важећи гласови                     | Важећи гласови                     | 3.660.849 | 97,61  |         |      |
| Неважећи/празни гласови            | Неважећи/празни гласови            | 89.800    | 2,39   |         |      |
| Укупни гласови                     | Укупни гласови                     | 3.750.649 | 100,00 |         |      |
| Регистовани бирачи/излазност       | Регистовани бирачи/излазност       | 6.508.856 | 57,72  |         |      |
| Извор: Републичка изборна комисија |                                    |           |        |         |      |

## Сазив парламента
У овом сазиву Скупштине формирано је укупно 16 посланичких клубова. Најпре су у јануару 2001. год. формирани посл. клубови ДОС, ССЈ, СРС и СПС. Потом су у периоду 2001–2003, после политичког раскола у ДОС-у, почели да се оснивају нови посланички клубови – ДСС, НС, ПДС, РВ-СДП, ЛСВ-ЛЗШ, СПОТ, СДП, ДА, ДХСС, СВМ, НС и ГСС. Сви ови клубови настали су издвајањем странака из посланичког клуба ДОС-а.